# Glušci (Chorwacja)
Glušci – wieś w Chorwacji, w żupanii dubrownicko-neretwiańskiej, w mieście Metković. W 2011 roku liczyła 76 mieszkańców.